# Morro das Torres
O Morro das Torres é um acidente geográfico do Brasil que se situa na divisa de Rio Rufino e Urupema, na Serra Catarinense. O Morro das Torres (ou Morro das Antenas, antigo Morro do Campo Novo), tem 1.726 metros de altitude. É um dos locais mais frios do Brasil. O géologo Geraldo Barfknecht o define como "o mais fantástico paraíso climático do Brasil". É o único lugar do país onde o sincelo (nevoeiro congelante) acontece com frequência e intensidade. Em curto intervalo de tempo no Morro das Torres, podem ser registrados quatro fenômenos diferentes: chuva granulada, chuva congelada, neve e sincelo. O Morro das Torres permite excepcionais vistas num raio de cerca de 60 km, com uma cachoeira que congela completamente e assim permanece por vários dias pouco abaixo de seu topo, em fortes ondas de frio. É um local público de fácil acesso, é cercado por taipas (muros de pedra feitas de basaltos, dacitos, riodacitos e riólitos) de grande extensão e constitui-se em um dos melhores pontos do Brasil para se observar queda de neve, sincelo e a vegetação arbustiva.